# Гимнокалициум Спегаццини
Гимнокалициум Спегаццини (лат. Gymnocalycium spegazzinii) — кактус из рода Гимнокалициум. Вид назван в честь доктора Карлоса Спегаццини, директора биологического института и музея в Ла-Плате (Аргентина).

## Описание
Стебель бочкообразный, достигает 14 см в диаметре. Эпидермис серо-зелёный, у некоторых экземпляров может приобретать коричневый оттенок. На 10—15 невысоких, плоских рёбрах располагаются ареолы длиной 1 см. Из ареол растут только боковые колючки; их по большей части 5—7. Колючки обычно прижаты к стеблю или слегка изогнуты.
Белые цветки с розовыми серединками распускаются на самых молодых ареолах. Внешние лепестки имеют посередине зеленоватую полоску. Длинный округлый плод содержит коричнево-чёрные семена 1 мм в поперечнике.

## Распространение
Кактус обнаружен в Аргентине, в горах на каменистой почве, на больших высотах в окружении бедной сопутствующей растительности.

## История открытия
Впервые вид был описан Карлосом Спегаццини. Он классифицировал его как эхинокактус панцирный (Echinocactus loricatus) в 1905 году. В 1922 году Бриттон и Роуз отнесли его к роду Гимнокалициум и дали нынешнее название.

## Синонимы
- Gymnocalycium cardenasianum Ritt.
- Gymnocalycium loricatum
- Gymnocalycium horizonthalonium
- Gymnocalycium armatum